# Päivärinne
Päivärinne este o arie protejată (arie specială de conservare — SAC, sit de importanță comunitară — SCI) din Finlanda întinsă pe o suprafață de 11,3 ha, integral pe uscat.

## Localizare
Centrul sitului Päivärinne este situat la coordonatele 63°40′26″N 29°27′08″E / 63.6739°N 29.4522°E.

## Înființare
Situl Päivärinne a fost declarat sit de importanță comunitară în mai 2002 pentru a proteja un număr necunoscut de specii din flora spontană și fauna sălbatică aflate în arealul zonei. Situl a fost protejat și ca arie specială de conservare în aprilie 2015.

## Biodiversitate
Situată în ecoregiunea boreală, aria protejată conține 2 habitate naturale: Taiga vestică, Mlaștini împădurite.
La baza desemnării sitului se află un număr nedeclarat de specii protejate.